# Dumitru Dediu
Dumitru Dediu (Galac, 1942. május 12. – 2013. július) román pilóta, űrhajós.

## Életpálya
A középiskola elvégzését követően 1961-ben jelentkezett repülőnek. 1978–1981 között a román légierő pilótája. A bukaresti Mérnöki Egyetemen villamosmérnöki oklevelet szerzett. Az Interkozmosz (oroszul: Интеркосмос [Intyerkoszmosz]) a Szovjetunió és kelet-európai országok közös űrkutatási programja keretében készülhetett a világűrbe. 1978. márciustól részesült űrhajós kiképzésben. A program befejezését követően a katonai Akadémián a repülési tanszéken dolgozott.
Az 1981. május 14-én indított Szojuz–40 volt az utolsó Interkozmosz-repülés a Szaljut–6 űrállomásra és a Szojuz sorozat utolsó repülése. Ezen az űrhajón repült Leonyid Popov parancsnoksága mellett az első román űrhajós, Dumitru Prunariu.
A tartalék személyzetet Jurij Viktorovics Romanyenko parancsnok és Dumitru Dediu kutatóűrhajós alkotta.